# Čemše
Čemše – wieś w Słowenii, w gminie Mirna Peč. W 2018 roku liczyła 38 mieszkańców.